# Шельцки, Роберт
Роберт Иоганн Шельцки (нем. Robert Schälzky; 13 августа 1882, Браунзейфен, Богемия (ныне Рыжовиште близ Брунталя) — 27 января 1948, Лана, Италия) — 61-й Гроссмейстер Тевтонского ордена с 1936 до 1948 года, политический и общественный деятель.

## Биография
Родился в многодетной семье деревенского почтальона. Племянник Норберта Кляйна, епископа Брно (1916—1926) и 59-го Гроссмейстера Тевтонского ордена (1923—1933).
Окончив школу и достигнув совершеннолетия, в 1903 году вступил в монастырь Тевтонского ордена. Изучал теологию в Брессаноне. В 1907 году был рукоположен в священники.
Активно участвовал в политической жизни Чехии. Был членом Немецкой христианской социальной народной партии Моравии. В 1920—1925 годах избирался депутатом чешского парламента.
С 1920-х годов участвовал в реформе Тевтонского ордена, который в 1929 году был преобразован из рыцарского в духовный орден.
В 1936 году после смерти Пауля Хайдера был избран 61-м Гроссмейстером Тевтонского ордена.
Годы его правления в качестве Великого Магистра совпали с приходом к власти нацистов в Германии и аншлюсом Австрии. Р. Шельцки, вначале положительно относившийся к НСДАП, как к силе, которая могла бы восстановить порядок, был разочарован, когда нацисты лишили Тевтонский орден бо́льшей части её собственности и попытались распустить орден. После Мюнхенского соглашения 1938 года он пытался остановить ликвидацию Тевтонского ордена. С этой целью вёл переговоры с наместником оккупированной Германией Судетской области Конрадом Генлайном, написал письмо Гитлеру. Несмотря на его усилия, 7 февраля 1939 года Тевтонский орден был ликвидирован.
Когда в 1942 году срок полномочий Великого Магистра истёк, Папа Пий XII, учитывая обстановку, продлил их. Гроссмейстер вынужден был покинуть свою резиденцию — дворец в Брунтале и жить в скромном лесном домике в Цешинской Силезии.
После окончания Второй мировой войны, весной 1945 года Р. Шельцки, ограбленный по дороге, пешком вернулся в Чехословакию, недолго жил в Опаве, планируя вернуть собственность и возродить Тевтонский орден. Чехословацкое правительство, однако, не согласилось с этим и в 1946 году снова конфисковало монастырскую собственность, обвинив членов ордена в сотрудничестве с нацистами, германизации и поддержке нацистских властей и даже в убийстве славян в средние века. Монахи подали апелляцию в Верховный административный суд Чехословакии, который отменил конфискацию, но в результате прихода к власти коммунистов, всё осталось в силе.
Великий Магистр, здоровье которого было подорвано лишениями, последовал за своими изгнанными монахами в Вену на открытом грузовике. Р. Шельцки в Вене возобновил деятельность Тевтонского ордена. Лишённый возможности оплатить необходимое пребывание в больнице, поселился в монастыре в тирольской Лане, где и умер в 1948 году.